# Juan Menéndez Pidal
Juan Menéndez Pidal (Madrid, 31 de mayo de 1858-Madrid, 28 de diciembre de 1915) fue un jurista, historiador y poeta español.

## Biografía
Fue hermano de Luis y Ramón Menéndez Pidal. Perteneció al Cuerpo de Bibliotecarios y Archiveros, en el que ingresó en 1896. Fue durante muchos años el director del Archivo Histórico Nacional de Madrid y el director de la Revista de Archivos, Bibliotecas, y Museos. Pese a su condición de madrileño de nacimiento siempre se consideró asturiano, tanto por el hecho de que su padre y sus hermanos Luis y Faustino habían nacido en Pajares, en el concejo de Lena, como por pasar allí largas temporadas durante años. Abogado de carrera, tras recibir el título de licenciado en Derecho se dedicó con devoción al periodismo. Fue nieto del político Pedro José Pidal, sobrino de los políticos Luis Pidal y Mon y Alejandro Pidal y Mon, y primo del político Pedro Pidal y de la santa de la Iglesia católica Maravillas de Jesús.
En 1881 se adhirió a la Unión Católica de su tío Alejandro Pidal y Mon. Dirigió La Unión Católica, diario de Madrid, y posteriormente fue redactor de El Universo, de la misma ciudad. 
Su actividad política lo llevó a ser diputado a Cortes por el distrito de Ribadeo (desde 1891 a 1893) para posteriormente ocupar el cargo de gobernador civil en Pontevedra, Guadalajara y Burgos (1899-1903). En 1914 fue elegido miembro de la Real Academia Española ocupando el sillón con la letra A hasta 1915.

## Obras
Escribió leyendas y biografías históricas, y sobresalió como poeta lírico de original inspiración.
Como poeta e investigador histórico-literario publicó:
- ”El Conde Muñazán,leyenda asturiana escrita en verso” (1880)
- ”Poesía popular: colección de viejos romances que se cantan por los asturianos en la danza prima, esfoyazas y filandones. “recogidos directamente de boca del pueblo, anotados y precedidos de un prólogo.(1885)
- ”El Pendón negro” (1893), sobre las luchas sociales.

Podías:
- ”Jesús de Nazareth”
- ”Sol de fiesta”
- ”Historia de un diamante”
- ”Señaldades”, en asturiano, se publicó en el Boletín del Centro Asturiano de Madrid (1896).

De su obra histórica destacan:
- ”Leyendas del último rey godo” (1906)
- ”Noticias acerca de la Orden Militar de Santa María de la Espada”
- ”San Pedro de Cardeña: restos y memorias del antiguo monasterio” (1908)
- ”El bufón de Carlos V, don Francesillo de Zúñiga” (1909)
- ”Vida y obras de Luis Zapata”

Su obra más importante fue Dios y César, un estudio desde el punto de vista jurídico de la relación entre iglesia y estado.